# Юридичне ім'я фізичної особи
Юридичне ім'я фізичної особи — ім'я, яке людина отримує при народженні і яке фіксується у свідоцтві про народження або яке отримує при вступі в шлюб і яке фіксується у свідоцтві про шлюб. Термін зазвичай використовується по відношенню до імен, коли особа, що досягла певного віку, порушує питання про зміну свого імені в юридичних документах.
Як правило, юридичне ім'я складається з імені та прізвища. Вказівка інших частин імені залежить від культурних традицій і держави. Правила зміни імені при вступі в шлюб також розрізняються в різних державах.
За українським законодавством ім'я особи складається з прізвища, імені та по батькові.